# Pasquale Padalino
Pasquale Padalino (Foggia, 26 luglio 1972) è un allenatore di calcio ed ex calciatore italiano, di ruolo difensore.

## Carriera

### Giocatore

#### Club
Dopo la trafila nella Juventus San Michele esordisce nelle giovanili del Foggia da centrocampista, venendo presto spostato al centro della difesa allenata da Zdeněk Zeman. Coi rossoneri conquista la promozione in Serie A nella stagione 1990-1991 e il nono posto finale in massima serie in quella successiva.
A seguito di contrasti con Zeman, nell'autunno 1992 scende di categoria in prestito al Bologna, ma la stagione si chiude con la retrocessione in Serie C1. Torna in A trasferendosi di nuovo in prestito al Lecce e nel 1994 ritorna in forza al Foggia, ma entrambi i campionati si concludono con la retrocessione in B.
Nel 1995 passa alla Fiorentina nella quale forma coppia difensiva centrale prima con Lorenzo Amoruso, poi con Giulio Falcone, e con cui vinse Coppa Italia e Supercoppa italiana nel 1996.
Nel 2000, dopo un'ultima stagione in viola da rincalzo, torna al Bologna (15 presenze in A nell'annata 2000-2001), quindi passa all'Inter, con cui non scende mai in campo in gare di campionato, a causa di un infortunio al ginocchio destro rimediato nell'unica gara giocata in maglia nerazzurra: l'ottavo di finale di Coppa Italia contro l'Udinese.
In seguito, si trasferisce al Como neopromosso in A con cui disputa due stagioni caratterizzate dalla doppia retrocessione dalla Serie A alla Serie C1 dei lariani, per poi ritirarsi nel 2004.
In carriera ha totalizzato 218 presenze e 13 reti in serie A, 75 presenze e una rete in Serie B.

#### Nazionale
Il 6 novembre 1996 giocò la sua prima e unica gara in maglia azzurra a Sarajevo contro la Bosnia, vittoriosa per 2-1.

### Allenatore
Dopo tre anni da vice di Gian Piero Ventura, a Verona e Pisa, il 2 novembre 2009 diventa allenatore della Nocerina in Lega Pro Seconda Divisione dal cui incarico si dimette alla ventiseiesima giornata di campionato dopo la sconfitta interna col Bassano Virtus.
Il 7 agosto 2012 diventa allenatore del Foggia, squadra della sua città appena iscritta in Serie D dopo il fallimento, con la quale raggiunge quinta posizione e play-off: al primo turno, la squadra supera il Gladiator ai supplementari; al turno successivo è eliminato dal Matera. La squadra viene poi ripescata In Lega Pro Seconda Divisione. Il 6 aprile 2014 porta il Foggia al sesto posto e alla promozione nella neocreata Lega Pro unica. Il 29 maggio annuncia il divorzio dalla società rossonera.
Il 4 novembre 2014 diventa allenatore del Grosseto, in Lega Pro, in sostituzione dell'esonerato Massimo Silva. Il 13 gennaio 2015, reduce da un punto ottenuto nelle ultime 3 gare e dalla sconfitta per 4-2 in trasferta, viene esonerato, lasciando la squadra a 3 punti sopra la zona dei play-out.
Il 5 ottobre 2015 il Matera lo ufficializza allenatore della prima squadra sostituendo l'esonerato Davide Dionigi. L'8 marzo 2016 la Commissione Disciplinare del Settore Tecnico della FIGC lo squalifica per 4 mesi e ad un'ammenda di 2.500 euro per: “aver percepito, come allenatore della società ASG Nocerina s.r.l., compensi in nero per € 6.893,00 complessivi da altre società comunque riconducibili ai sigg. Giovanni e Christian Citarella e ad Alfonso Faiella”. Il tecnico foggiano riesce a risollevare la squadra, ottenendo prestigiose vittorie contro squadre di vertice e conducendola al sesto posto, sfiorando l'ingresso nei play-off.
Il 13 giugno seguente diventa il nuovo tecnico del Lecce, con cui firma un contratto di due anni. Il 24 aprile 2017, dopo aver fallito l'obiettivo stagionale della promozione diretta in Serie B ed in seguito ad una pesante contestazione nei suoi confronti da parte dei tifosi leccesi, viene esonerato insieme al suo staff tecnico a due giornate dal termine della stagione regolare, con il Lecce 2º in classifica e 72 punti conquistati, venendo sostituito da Roberto Rizzo.
Il 18 dicembre 2018 torna ad allenare dopo quattro anni il Foggia, in Serie B. Il 10 marzo 2019, all'indomani della sconfitta per 1-0 in casa del Lecce, è esonerato dopo aver raccolto 12 punti in 12 giornate e al suo posto in panchina viene richiamato Gianluca Grassadonia.
Il 17 agosto 2020 gli viene affidata la guida tecnica della Juve Stabia, neoretrocessa in Serie C, in sostituzione di Fabio Caserta. Piazzatosi 5º nel girone C, il club campano verrà eliminato al secondo turno dei play-off per mano del Palermo. Il 30 giugno 2021 non viene confermato dalla società stabiese per la stagione successiva.
Il 29 dicembre 2021 viene nominato nuovo tecnico del Siena, in Serie C, prendendo il posto dell'esonerato Paolo Negro. Termina il campionato al 13º posto, mancando per un solo punto la qualificazione ai playoff.
Il 30 agosto 2022, viene chiamato alla guida della Turris, in Serie C, al posto dell'esonerato Massimiliano Canzi. Il 25 ottobre seguente, si dimette dal proprio incarico.
Il 5 luglio 2024, viene ingaggiato come nuovo tecnico del Latina, sempre in Serie C. Il 20 ottobre seguente viene esonerato con il team la diciottesimo posto nel girone C di Serie C.

## Statistiche

### Presenze e reti nei club
| Stagione          | Squadra           | Campionato        | Campionato | Campionato | Coppe nazionali | Coppe nazionali | Coppe nazionali | Coppe continentali | Coppe continentali | Coppe continentali | Altre coppe | Altre coppe | Altre coppe | Totale | Totale | Totale |
| Stagione          | Squadra           | Comp              | Pres       | Reti       | Comp            | Pres            | Reti            | Comp               | Pres               | Reti               | Comp        | Pres        | Reti        | Pres   | Reti   |        |
| ----------------- | ----------------- | ----------------- | ---------- | ---------- | --------------- | --------------- | --------------- | ------------------ | ------------------ | ------------------ | ----------- | ----------- | ----------- | ------ | ------ | ------ |
| 1988-1989         | Foggia            | C1                | 2          | 0          | CIC             | ?               | ?               | -                  | -                  | -                  | -           | -           | -           | 2      | 0      |        |
| 1989-1990         | Foggia            | B                 | 20         | 0          | CI              | 0               | 0               | -                  | -                  | -                  | -           | -           | -           | 20     | 0      |        |
| 1990-1991         | Foggia            | B                 | 25         | 0          | CI              | 2               | 0               | -                  | -                  | -                  | -           | -           | -           | 27     | 0      |        |
| 1991-1992         | Foggia            | A                 | 15         | 1          | CI              | 0               | 0               | -                  | -                  | -                  | -           | -           | -           | 15     | 1      |        |
| lug.-nov. 1992    | Foggia            | A                 | 0          | 0          | CI              | 0               | 0               | -                  | -                  | -                  | -           | -           | -           | 0      | 0      |        |
| nov. 1992-1993    | Bologna           | B                 | 18         | 0          | -               | -               | -               | -                  | -                  | -                  | -           | -           | -           | 18     | 0      |        |
| 1993-1994         | Lecce             | A                 | 30         | 3          | CI              | 2               | 0               | -                  | -                  | -                  | -           | -           | -           | 32     | 3      |        |
| 1994-1995         | Foggia            | A                 | 28         | 0          | CI              | 4               | 0               | -                  | -                  | -                  | -           | 1           | -           | 32     | 0      |        |
| Totale Foggia     | Totale Foggia     | Totale Foggia     | 90         | 1          |                 | 6               | 0               |                    | -                  | -                  |             | -           | -           | 96     | 1      |        |
| 1995-1996         | Fiorentina        | A                 | 30         | 2          | CI              | 7               | 0               | -                  | -                  | -                  | -           | -           | -           | 37     | 2      |        |
| 1996-1997         | Fiorentina        | A                 | 21         | 2          | CI              | 0               | 0               | CdC                | 5                  | 0                  | SI          | 0           | 0           | 26     | 2      |        |
| 1997-1998         | Fiorentina        | A                 | 28         | 1          | CI              | 2               | 0               | -                  | -                  | -                  | -           | -           | -           | 30     | 1      |        |
| 1998-1999         | Fiorentina        | A                 | 28         | 3          | CI              | 5               | 0               | CU                 | 2                  | 0                  | -           | -           | -           | 35     | 3      |        |
| 1999-2000         | Fiorentina        | A                 | 8          | 0          | CI              | 1               | 0               | UCL                | 5                  | 0                  | -           | -           | -           | 14     | 0      |        |
| Totale Fiorentina | Totale Fiorentina | Totale Fiorentina | 115        | 8          |                 | 15              | 0               |                    | 12                 | 0                  |             | 0           | 0           | 142    | 8      |        |
| 2000-2001         | Bologna           | A                 | 15         | 0          | CI              | 0               | 0               | -                  | -                  | -                  | -           | -           | -           | 15     | 0      |        |
| Totale Bologna    | Totale Bologna    | Totale Bologna    | 33         | 0          |                 | 0               | 0               |                    | -                  | -                  |             | -           | -           | 33     | 0      |        |
| 2001-2002         | Inter             | A                 | 0          | 0          | CI              | 1               | 0               | CU                 | 0                  | 0                  | -           | -           | -           | 1      | 0      |        |
| 2002-2003         | Como              | A                 | 15         | 1          | CI              | 0               | 0               | -                  | -                  | -                  | -           | -           | -           | 15     | 1      |        |
| 2003-2004         | Como              | B                 | 12         | 1          | CI              | 0               | 0               | -                  | -                  | -                  | -           | -           | -           | 12     | 1      |        |
| Totale Como       | Totale Como       | Totale Como       | 17         | 2          |                 | 0               | 0               |                    | -                  | -                  |             | -           | -           | 17     | 2      |        |
| Totale carriera   | Totale carriera   | Totale carriera   | 295        | 14         |                 | 24              | 0               |                    | 12                 | 0                  |             | -           | -           | 331    | 14     |        |

### Cronologia presenze e reti in nazionale
| Cronologia completa delle presenze e delle reti in nazionale ― Italia | Cronologia completa delle presenze e delle reti in nazionale ― Italia | Cronologia completa delle presenze e delle reti in nazionale ― Italia | Cronologia completa delle presenze e delle reti in nazionale ― Italia | Cronologia completa delle presenze e delle reti in nazionale ― Italia | Cronologia completa delle presenze e delle reti in nazionale ― Italia | Cronologia completa delle presenze e delle reti in nazionale ― Italia | Cronologia completa delle presenze e delle reti in nazionale ― Italia |
| Data                                                                  | Città                                                                 | In casa                                                               | Risultato                                                             | Ospiti                                                                | Competizione                                                          | Reti                                                                  | Note                                                                  |
| --------------------------------------------------------------------- | --------------------------------------------------------------------- | --------------------------------------------------------------------- | --------------------------------------------------------------------- | --------------------------------------------------------------------- | --------------------------------------------------------------------- | --------------------------------------------------------------------- | --------------------------------------------------------------------- |
| 6-11-1996                                                             | Sarajevo                                                              | Bosnia ed Erzegovina                                                  | 2 – 1                                                                 | Italia                                                                | Amichevole                                                            | -                                                                     |                                                                       |
| Totale                                                                |                                                                       | Presenze                                                              | 1                                                                     |                                                                       | Reti                                                                  | 0                                                                     |                                                                       |

### Statistiche da allenatore
Statistiche aggiornate al 21 ottobre 2024.
| Stagione            | Squadra         | Campionato      | Campionato | Campionato | Campionato | Campionato | Coppe nazionali | Coppe nazionali | Coppe nazionali | Coppe nazionali | Coppe nazionali | Coppe continentali | Coppe continentali | Coppe continentali | Coppe continentali | Coppe continentali | Altre coppe | Altre coppe | Altre coppe | Altre coppe | Altre coppe | Totale | Totale | Totale | Totale | % Vittorie | Piazzamento |
| Stagione            | Squadra         | Comp            | G          | V          | N          | P          | Comp            | G               | V               | N               | P               | Comp               | G                  | V                  | N                  | P                  | Comp        | G           | V           | N           | P           | G      | V      | N      | P      | %          |             |
| ------------------- | --------------- | --------------- | ---------- | ---------- | ---------- | ---------- | --------------- | --------------- | --------------- | --------------- | --------------- | ------------------ | ------------------ | ------------------ | ------------------ | ------------------ | ----------- | ----------- | ----------- | ----------- | ----------- | ------ | ------ | ------ | ------ | ---------- | ----------- |
| nov. 2009-mar. 2010 | Nocerina        | 2D              | 16         | 4          | 8          | 4          | CI-LP           | -               | -               | -               | -               | -                  | -                  | -                  | -                  | -                  | -           | -           | -           | -           | -           | 16     | 4      | 8      | 4      | 25,00      | Dimis.      |
| 2012-2013           | Foggia          | D               | 34+2       | 15+1       | 13         | 6+1        | CI-D            | 1               | 0               | 0               | 1               | -                  | -                  | -                  | -                  | -                  | -           | -           | -           | -           | -           | 37     | 16     | 13     | 8      | 43,24      | 5º (prom.)  |
| 2013-2014           | Foggia          | 2D              | 34         | 13         | 12         | 9          | CI-LP           | 3               | 1               | 1               | 1               | -                  | -                  | -                  | -                  | -                  | -           | -           | -           | -           | -           | 37     | 14     | 13     | 10     | 37,84      | 6º (prom.)  |
| nov. 2014-gen. 2015 | Grosseto        | LP              | 9          | 3          | 3          | 3          | CI-LP           | -               | -               | -               | -               | -                  | -                  | -                  | -                  | -                  | -           | -           | -           | -           | -           | 9      | 3      | 3      | 3      | 33,33      | Sub., Eson. |
| ott. 2015-2016      | Matera          | LP              | 29         | 13         | 11         | 5          | CI-LP           | 1               | 0               | 0               | 1               | -                  | -                  | -                  | -                  | -                  | -           | -           | -           | -           | -           | 30     | 13     | 11     | 6      | 43,33      | Sub., 6º    |
| 2016-apr. 2017      | Lecce           | LP              | 36         | 21         | 9          | 6          | CI+CI-LP        | 3+2             | 2+1             | 0               | 1+1             | -                  | -                  | -                  | -                  | -                  | -           | -           | -           | -           | -           | 41     | 24     | 9      | 8      | 58,54      | Eson.       |
| dic. 2018-mar. 2019 | Foggia          | B               | 12         | 2          | 6          | 4          | CI              | -               | -               | -               | -               | -                  | -                  | -                  | -                  | -                  | -           | -           | -           | -           | -           | 12     | 2      | 6      | 4      | 16,67      | Sub., Eson. |
| Totale Foggia       | Totale Foggia   | Totale Foggia   | 82         | 31         | 31         | 20         |                 | 4               | 1               | 1               | 2               |                    | -                  | -                  | -                  | -                  |             | -           | -           | -           | -           | 86     | 32     | 32     | 22     | 37,21      |             |
| 2020-2021           | Juve Stabia     | C               | 36+2       | 18         | 7+1        | 11+1       | CI              | 2               | 1               | 0               | 1               | -                  | -                  | -                  | -                  | -                  | -           | -           | -           | -           | -           | 40     | 19     | 8      | 13     | 47,50      | 5º          |
| dic. 2021-2022      | Siena           | C               | 18         | 4          | 9          | 5          | CI-C            | -               | -               | -               | -               | -                  | -                  | -                  | -                  | -                  | -           | -           | -           | -           | -           | 18     | 4      | 9      | 5      | 22,22      | Sub., 13º   |
| ago.-ott. 2022      | Turris          | C               | 10         | 4          | 2          | 4          | CI-C            | 1               | 1               | 0               | 0               | -                  | -                  | -                  | -                  | -                  | -           | -           | -           | -           | -           | 11     | 5      | 2      | 4      | 45,45      | Dimis.      |
| lug.-ott. 2024      | Latina          | C               | 8          | 1          | 3          | 4          | CI-C            | 1               | 0               | 0               | 1               | -                  | -                  | -                  | -                  | -                  | -           | -           | -           | -           | -           | 9      | 1      | 3      | 5      | 11,11      | Eson.       |
| Totale carriera     | Totale carriera | Totale carriera | 246        | 99         | 84         | 63         |                 | 14              | 6               | 1               | 7               |                    | -                  | -                  | -                  | -                  |             | -           | -           | -           | -           | 260    | 105    | 85     | 70     | 40,38      |             |

## Palmarès

### Giocatore

#### Club

##### Competizioni nazionali
- Coppa Italia: 1

Fiorentina: 1995-1996
- Supercoppa italiana: 1

Fiorentina: 1996
- Campionato italiano di Serie B: 1

Foggia: 1990-1991